# Johnny Depp
John Christopher Depp II (Owensboro, 9 de junho de 1963) é um ator, músico, diretor e produtor norte-americano. Foi três vezes indicado ao Oscar de Melhor Ator e vencedor de um Globo de Ouro. Ficou conhecido por interpretar o Capitão Jack Sparrow na franquia Pirates of the Caribbean e também por estrelar o filme Edward Scissorhands, além de interpretar outros personagens famosos, como o bruxo das trevas Gellert Grindelwald em Fantastic Beasts and Where to Find Them, de 2016, e Fantastic Beasts: The Crimes of Grindelwald de 2018, Willy Wonka em Charlie and the Chocolate Factory e o Chapeleiro Maluco nos filmes Alice no País das Maravilhas e Alice Through the Looking Glass.
Seus filmes de maior bilheteria foram a série Pirates of the Caribbean com um total de 4,524 bilhões de dólares, seguido pela franquia Fantastic Beasts and Where to Find Them com 1,457 bilhão, Alice no País das Maravilhas com 1,323 bilhão em receita global, Charlie and the Chocolate Factory com 474 milhões, Assassinato no Expresso do Oriente com 330 milhões, Alice através do Espelho e O Turista com 278 milhões de dólares mundialmente.
A sua parceria com o diretor Tim Burton rendeu nove filmes: Edward Scissorhands, Ed Wood, Sleepy Hollow, a refilmagem de Charlie and the Chocolate Factory, a animação Corpse Bride, o musical Sweeney Todd: The Demon Barber of Fleet Street, Alice no País das Maravilhas, e Dark Shadows.
Com mais de 250 indicações a prêmios por seu trabalho como ator, incluindo Oscars, Globo de Ouro e Screen Actors Guild, Depp é um dos maiores e mais bem sucedidos atores de sua geração, juntamente com Brad Pitt, Will Smith, Robert Downey Jr., Tom Cruise e Leonardo DiCaprio.
Depp também é músico. Durante a adolescência teve uma banda chamada Six Gun Method, que abriu shows para Iggy Pop, Duran Duran e The B-52s. Em 1986, junto a Bobby Durango, Andy Panik, Jackie D. Jukes, Doug Banks e Mark Barnes, montou a banda Rock City Angels. No ano de 1993 formou uma banda com Gibby Haynes, Sal Jenco e Bill Carter, chamada P, na qual era baixista. E atualmente é guitarrista da banda Hollywood Vampires, também integrada por Alice Cooper e Joe Perry, que se apresentou no Rock in Rio em 2015.
Em 2004, Depp fundou sua produtora de filmes, a Infinitum Nihil, da qual sua irmã, Christi Dembrowski, é presidente. A empresa foi criada para desenvolver projetos nos quais atuará como ator e/ou produtor. A primeira produção da companhia foi The Rum Diary, adaptado do romance de mesmo nome escrito por Hunter S. Thompson. O filme foi roteirizado e dirigido por Bruce Robinson. Ainda em 2011, a produtora lançou o filme Hugo, dirigido por Martin Scorsese. A película foi vencedora de cinco Oscars, em um total de 11 indicações.
No ano de 2012, a Infiinitum Nihil produziu o filme Dark Shadows, dirigido por Tim Burton. Em 2013, Johnny foi o produtor do filme The Lone Ranger, dirigido por Gore Verbinski. E em 2015, ele estrelou e produziu Mortdecai, um filme de David Koep.

## Biografia
John Christopher Depp II é filho de John Christopher Depp, um engenheiro, de Betty Sue Palmer. Com apenas 13 anos mudou-se com a família para a Flórida, após a separação dos seus pais, o que viria a afetar a sua vida daí por diante. Um ano antes os pais haviam-lhe oferecido a sua primeira guitarra.
Desde a adolescência Johnny Depp decidiu que queria ser guitarrista, em vez de passar os seus dias na escola. Aos 16 anos, ele formou o primeiro grupo, os The Flames, que depois mudou para The Kids e finalmente para Six Gun Method.
Pouco depois de chegar a Los Angeles, em 1983, conheceu Lori Anne Allison, de quem se casou. Foi Lori quem o apresentou a Nicolas Cage, que por sua vez lhe conseguiu a ida ao casting para o seu primeiro filme, A Nightmare on Elm Street. Cage viria a ser um grande amigo do jovem estreante ator. Na lista dos amigos de Depp também estão Robert Downey Jr, Johnny Cash, Marilyn Manson, Leonardo DiCaprio, Tim Burton, Helena Bonham Carter, Marlon Brando, Winona Ryder, Christina Ricci, Al Pacino e Sean Penn.
Johnny sempre esteve nos holofotes e foi considerado um dos maiores símbolos dos anos 90. Já foi eleito pela revista People o homem mais sexy do mundo duas vezes, a primeira em 2003 e a segunda em 2009, e sua vida amorosa sempre foi bastante movimentada. Ele se casou em 1983, aos 20 anos de idade com a maquiadora Lori Anne Alison e o casamento durou apenas dois anos. Depois vieram os romances com as atrizes Sherilyn Fenn, com quem teve um namoro de cerca de três anos e chegou a ficar noivo, e Jennifer Grey, com quem namorou por um ano. Depois teve um relacionamento com a atriz Winona Ryder, com quem morou junto por alguns anos. O casal ficou noivo após apenas um ano de namoro, mas o noivado acabou em 1993. Depois veio a top-model inglesa Kate Moss, que ele conheceu em Nova Iorque em janeiro de 1994 e com quem namorou por quatro anos e meio.
Em seguida, conheceu a cantora e atriz francesa Vanessa Paradis num hotel em Paris enquanto filmava O Ultimo Portal. Três meses depois ela ficou grávida da primeira filha, Lily-Rose Melody Depp, nascida em 27 de maio de 1999. Ele teve um relacionamento de cerca de 14 anos com Vanessa, que também é mãe de John "Jack" Christopher Depp III, nascido em 9 de abril de 2002. Em 2009, no período de pré-produção de seu filme The Rum Diary, Depp conheceu a atriz e modelo texana Amber Heard (sua co-estrela no filme) com quem se casou em 3 de fevereiro de 2015, após alguns anos de relacionamento e um ano de noivado. Em 21 de maio de 2016, anunciaram o divórcio após Amber acusar Johnny de agressão. Heard divulgou vídeos e fotos na mídia, mas os policiais que atenderam ao chamado alegaram que ela não estava machucada no momento em que chegaram, com Amber alegando que "era apenas uma discussão". Em juízo, um acordo judicial entre o casal foi feito e a atriz retirou as acusações e o pedido de 44 mil dólares de pensão, enquanto Depp pagou uma quantia de 8 milhões de dólares à ex-esposa no processo de divórcio.

## Carreira

### 1984–1989: Primeiros papéis e21 Jump Street

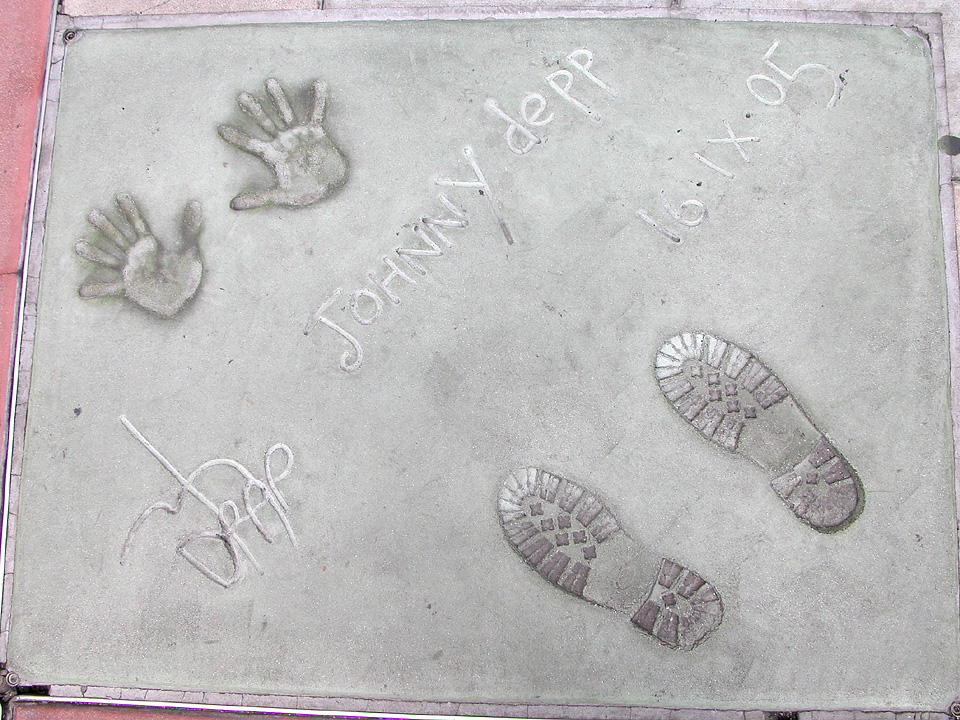
Pegadas e assinatura de Johnny Depp na Calçada da Fama do Grauman's Chinese Theatre.

Johnny Depp conquistou seu primeiro papel em 1984, no clássico do terror A Hora do Pesadelo. Neste filme, Depp deu vida ao personagem Glen Lantz, namorado da protagonista Nancy Thompson, vivida pela atriz Heather Langenkamp. Em uma entrevista, Johnny relatou que conseguiu este trabalho porque a filha do diretor o achou bonito, mas ele provou que era muito mais que isso, pois logo em seguida protagonizou os filmes Férias do Barulho, Queimando-se Lentamente, Cry-Baby, e até teve uma participação especial no filme vencedor do Oscar de 1987, Platoon.
Entre 1987 e 1990, Depp fez parte do elenco principal do seriado 21 Jump Street. Assim que foi convidado para fazer o papel do policial Tom Hanson ele recusou, pois não queria trabalhar com seriados. Outro ator então deu vida ao personagem, mas os produtores da Fox não ficaram satisfeitos com a sua atuação, pois o acharam velho demais para o papel. Johnny foi convidado novamente, e quando finalmente aceitou o papel, as cenas foram re-filmadas. Este trabalho, além de ter dado bastante notoriedade a Johnny Depp, também o tornou um ídolo juvenil e um símbolo sexual.
Foi no ano de 1990, que John protagonizou o filme Edward Mãos de Tesoura. Além de ter sido considerado pelos críticos o melhor filme da década de 90 e ter dado a Depp muito reconhecimento e prestígio, foi este filme que marcou o início de uma das parcerias mais importantes do cinema, parceria esta entre o diretor Tim Burton e Johnny Depp. O orçamento do filme foi de 20 milhões de dólares, e o lucro foi cinco vezes maior que o valor gasto, um faturamento considerado alto para a época. Até hoje, Burton considera Edward Mãos de Tesoura o seu melhor filme, e foi este excêntrico personagem que rendeu a Depp a sua primeira indicação ao Globo de Ouro.

### 1990–2002: Filmes independentes e colaborações com Tim Burton

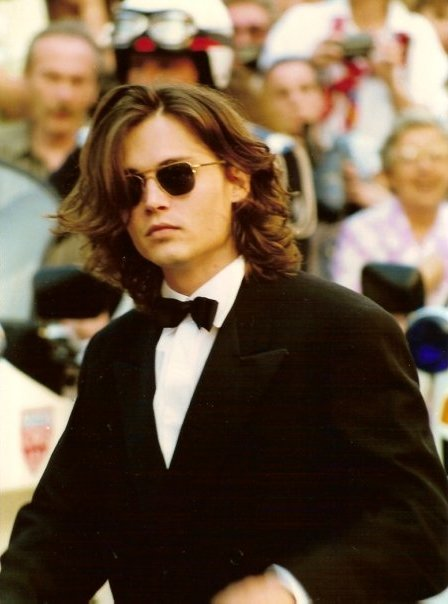
Johnny Depp no Festival de Cannes, em 1992.

Em 1991, Johnny reviveu o primeiro personagem de sua carreira, Glen Lantz, no filme Pesadelo Final: A Morte de Freddy. No ano de 1993, Depp protagonizou o filme Gilbert Grape - Aprendiz de Sonhador. Este filme marcou o início da carreira do ator Leonardo DiCaprio, que deu vida ao personagem autista, Arnie Grape, papel este que lhe rendeu a sua primeira indicação ao Oscar, na categoria de Melhor Ator Coadjuvante. Logo na sequência, no ano de 1993, John atuou no filme Benny & Joon - Corações em Conflito, no qual o personagem Sam lhe rendeu a sua segunda nomeação ao Globo de Ouro, na categoria de Melhor Ator de Comédia/Musical, além de muitas críticas positivas a sua performance.

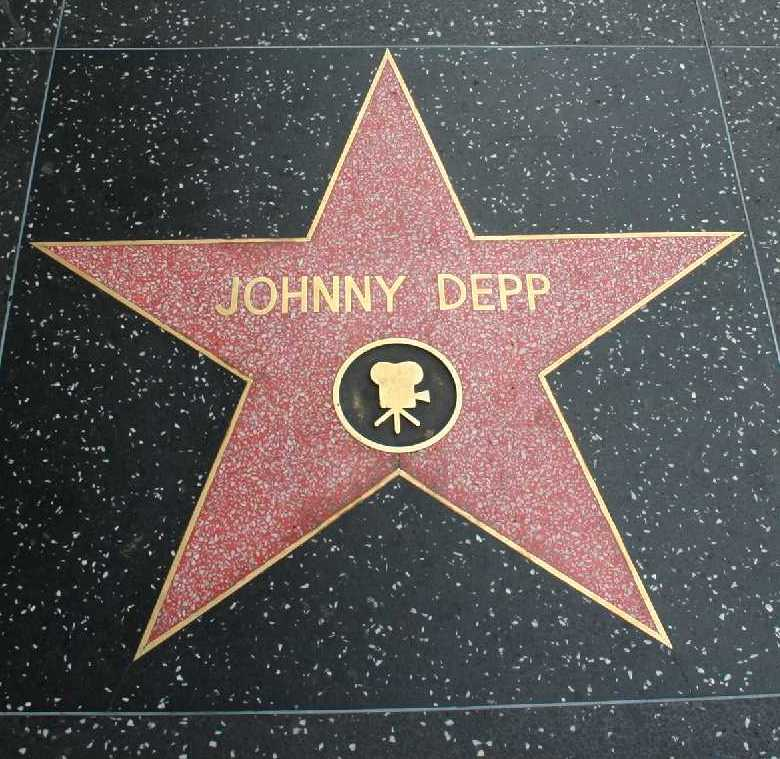
Estrela de Johnny Depp na Calçada da Fama em Hollywood

Em 1994 foi lançado o filme Ed Wood, dirigido por Tim Burton e estrelado por Johnny Depp. A película foi feita em homenagem ao considerado pior diretor de cinema de todos os tempos. Ela retrata as produções dos filmes de Edward Davis Wood Jr., inclusive Plan 9 From Outer Space, que foi considerado o pior filme de todos os tempos. Protagonizado por Depp, o ator deu a este personagem uma das melhores atuações de sua carreira, sendo indicado consecutivamente ao Globo de Ouro e elevando ainda mais o seu status em Hollywood. Burton relatou que fez esta homenagem a Ed Wood porque o diretor foi uma de suas principais influências na criação de suas obras, incluindo Edward Mãos de Tesoura. O filme foi aclamado pela crítica, recebendo 92% de aprovação do renomado site Rotten Tomatoes.
O Bravo, lançado em 1997, foi dirigido e roteirizado por Johnny Depp. O roteiro foi escrito junto com seu irmão D. P. Depp e Paul McCudden, e onde além de atuar ao lado de Marlon Brando, John faz um índio cherokee, tribo da qual ele descende. Este filme rendeu a Depp uma indicação ao Palma de Ouro no Festival de Cannes, em 1997. No ano seguinte, Johnny foi o protagonista do filme Medo e Delírio, papel este que lhe rendeu diversos elogios vindos dos críticos, além de muitos considerarem o filme um dos melhores de sua carreira.
No ano de 1999 foi retomada a parceria entre Depp e Burton, no filme A Lenda do Cavaleiro sem Cabeça, onde Johnny da vida ao personagem Ichabod Crane. O filme além de ter sido muito bem recebido pela crítica e recebido o Oscar de Melhor Direção de Arte, também faturou mais de 200 milhões de dólares em bilheteria, e o papel ainda redeu a John uma indicação ao Prêmio Saturno, na categoria de Melhor Ator. E no dia 19 de novembro de 1999, Johnny Depp foi homenageado com uma estrela na Calçada da Fama. E no ano 2000, além de ter estrelado Chocolate, ele compôs junto à Rachel Portman duas músicas para o filme.

### 2003–2011:Piratas do Caribee sucesso mundial
Em 2001, Depp atuou no filme Profissão de Risco, que conta a história de George Jung, um ex-narcotraficante americano. Foi em 2003 que Johnny deu vida pela primeira vez a um de seus personagens mais lendários, o Capitão Jack Sparrow, em Pirates of the Caribbean: The Curse of the Black Pearl. Depp inspirou o personagem Jack Sparrow na vida do seu ídolo Keith Richards guitarrista do The Rolling Stones. O filme foi um sucesso comercial faturando quase 700 milhões de dólares em bilheteria, além de ter sido aclamado pela crítica, e levado Depp a sua primeira nomeação ao Oscar, na categoria de Melhor Ator, em 2004.

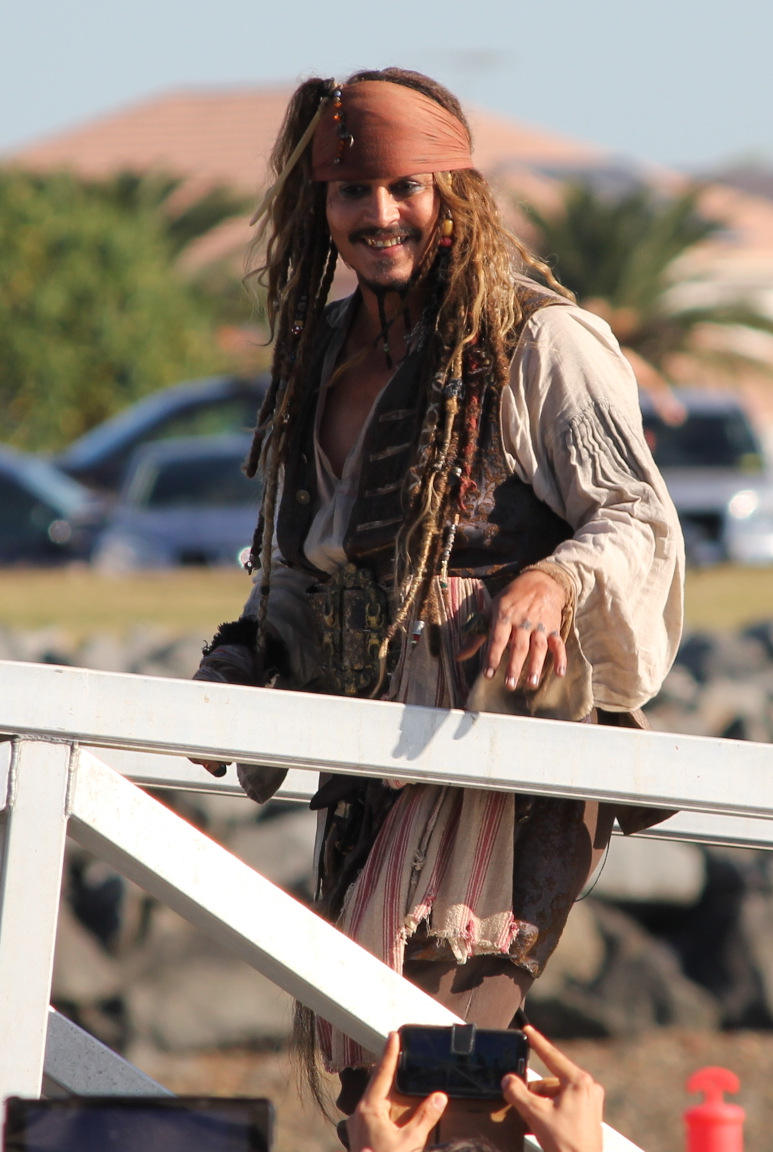
Depp como Capitão Sparrow

No ano seguinte ele foi novamente indicado ao Oscar, desta vez por sua atuação no filme Em Busca da Terra do Nunca, dando vida a James Matthew Barrie. O Rotten Tomatoes deu 83% de aprovação ao filme, e publicou um consenso dizendo: "Não vai passar precisamente para quem procura precisão histórica, mas Finding Neverland é um drama quente, sincero com um charme próprio - e Johnny Depp dá um desempenho gracioso como Peter Pan do criador J.M. Barrie". E em avaliações favoráveis, do Premiere, Glenn Kenny disse: “Eu acho que não há outro ator vivo que pode transmitir a mistura de doçura e paixão com tanta precisão quanto Depp".
Em 2005 foi lançada a refilmagem de Charlie and the Chocolate Factory, no qual o diretor Tim Burton não usou a película de 1971 como inspiração, pois o seu filme foi unicamente baseado no livro infantil Charlie and the Chocolate Factory de Roald Dahl, publicado em 1964. No filme Johnny Depp viveu o excêntrico chocolateiro Willy Wonka, cujo 21 atores foram cotados e queriam o papel, todos eles grandes nomes como Jim Carrey, Adam Sandler, Nicolas Cage, Robin Williams, Will Smith, Brad Pitt, Bill Murray e até o roqueiro Marilyn Manson, mas o escolhido foi Depp, que recebeu até uma indicação ao Globo de Ouro de Melhor Ator de Comédia/Musical pelo personagem, cujo ele teve total liberdade para definir a caracterização. Ainda em 2005, Johnny e Tim fecharam outra parceria, desta vez em um filme de animação em stop motion, A Noiva Cadáver, que teve as vozes de John como Vitor Van Dort e de Helena Bonham Carter como a Noiva Cadáver.

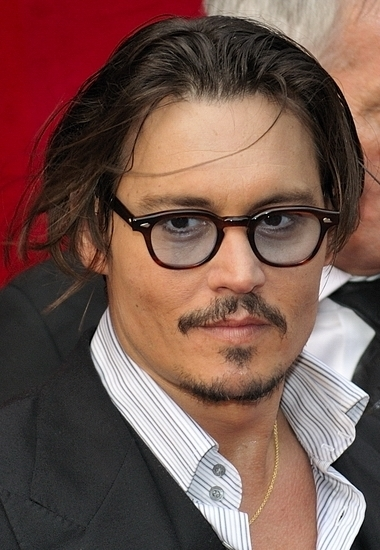
Johnny Depp em 2009

No ano de 2006 foi lançado o segundo filme da franquia Pirates of the Caribbean, que recebeu no Brasil o título de Pirates of the Caribbean: Dead Man's Chest. O filme foi ainda mais promissor que primeiro da série, quebrando dois recordes na América do Norte, maior arrecadação no dia de estreia, com 55,8 milhões de dólares, e maior arrecadação no fim de semana de estreia com 135,6 milhões de dólares. O filme encerrou sua exibição arrecadando 423 315 812 dólares nos Estados Unidos e Canadá e 642 863 913 dólares internacionalmente, para um total de 1 066 179 725 dólares mundialmente, se tornando o oitavo filme de maior arrecadação nos Estados Unidos e Canadá e a quinta maior bilheteria do cinema mundial. E a revista Empire o colocou na lista dos 500 Melhores Filmes da História. O terceiro filme da série foi lançado pouco tempo depois, em 2007, pois foi gravado junto ao segundo, este filme foi chamado no Brasil de Pirates of the Caribbean: At World's End. A película dirigida por Gore Verbinski, é o filme mais caro já produzido, com um orçamento de 300 milhões de dólares. Atualmente é 22ª maior bilheteria da história do cinema, com um arrecadamento de 960 milhões de dólares.
Ainda em 2007, foi para as telas do cinema o musical Sweeney Todd: O Barbeiro Demoníaco da Rua Fleet. Estima-se que Tim Burton e a produção trabalharam em cima deste filme por 25 anos, com o objetivo de não ocorrer falha alguma no enredo ou elenco. Depp assumiu o personagem principal, Sweeney Todd, que além de ter recebido inúmeras críticas positivas, fez com que o ator recebesse a sua terceira indicação ao Oscar, e ainda ganhasse o seu primeiro Globo de Ouro. Em base de 39 avaliações profissionais, o filme alcançou metascore de 83% no Metacritic.
Em 2010 foram lançados dois dos maiores sucessos de bilheteria da carreira de Johnny Depp, Alice no País das Maravilhas e O Turista. Em sua oitava parceria com Tim Burton, Depp deu vida ao Chapeleiro Maluco, neste filme tanto a direção de arte como a atuação de Johnny foram consideradas deslumbrantes pela crítica profissional, e também pelo público, que fez com que o filme faturasse mais de 1,24 bilhões de dólares em bilheteria. Em O Turista, John atuou ao lado de Angelina Jolie, o par fez com que o filme faturasse 278 346 189 dólares nas bilheterias ao redor do mundo, além do site brasileiro "Críticas de Filme" ter destacado a atuação impecável de Depp junto a Jolie. E em 2011, Johnny foi indicado ao Globo de Ouro, na categoria de Melhor Ator de Comédia/Musical por estes dois filmes. Por todos estes sucessos críticos e comerciais Johnny Depp foi eleito o Ator da Década.
No ano de 2011, Depp dublou a animação Rango, que além de ter recebido o Oscar de Melhor Filme de Animação, também rendeu ao ator vários prêmios e indicações por sua dublagem. Neste mesmo ano ainda foi lançado o quarto filme da série Pirates of the Caribbean, o Pirates of the Caribbean: On Stranger Tides.

### 2012–2020: Contratempos na carreira

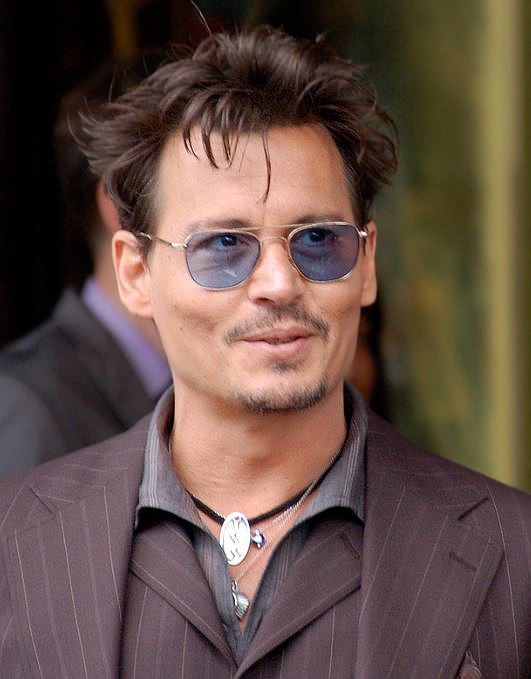
Depp em 2013.

Este filme, assim como o segundo da franquia, faturou mais de 1 bilhão de dólares, se tornando a 13ª maior bilheteria da história. John recebeu 63 milhões de dólares para reviver o Capitão Jack Sparrow no filme, o que o tornou o ator mais bem pago de 2012, e neste ano ele também recebeu o prêmio MTV Generation pelo fato de ter atravessado gerações. Em 2012, Johnny Depp retomou sua parceria com Tim Burton, em Sombras da Noite,que além de estrelado, também foi produzido pelo ator. O filme teve um faturamento de mais de 233 milhões de dólares. No mesmo ano foi lançado o filme Anjos da Lei, onde Johnny fez uma participação especial como Tom Hanson, personagem do seriado 21 Jump Street que o ator protagonizou no passado. No ano de 2013 o filme O Cavaleiro Solitário foi lançado, a película arrecadou 260 milhões de dólares nas bilheterias, e foi Depp que criou o visual e todos os trejeitos de seu personagem. Em 2014 foi lançado o filme de ficção cientifica e mistério dirigido pelo diretor de fotografia Wally Pfister, Transcendence.O filme estrelado por Johnny tem uma pontuação de 42/100 com base em comentários de 45 críticos especializados. No ano de 2015 o filme Aliança do Crime, estrelado por Johnny Depp, foi lançado. E o ator, além de ter recebido elogios por sua atuação, também venceu o People's Choice Award de Melhor Ator de Drama em 2016 pelo filme. Em 2016, Depp deu vida novamente ao Chapeleiro Maluco, em Alice Através Do Espelho. O filme faturou 300 milhões de dólares em bilheteria, e segundo os críticos ele é tão bom visualmente quanto Alice no País das Maravilhas.

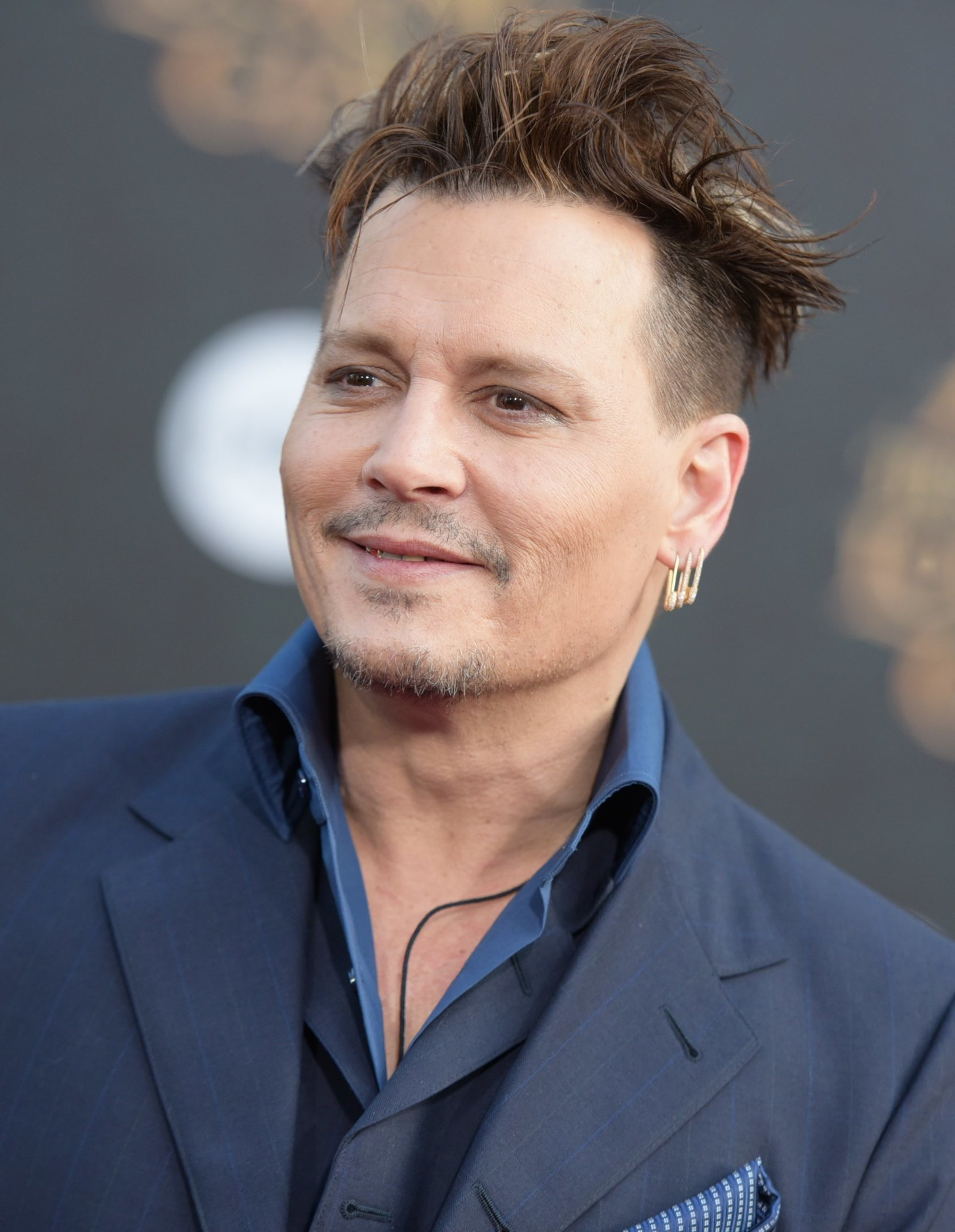
Depp na estreia de Alice: Through the Looking Glass, em 2016.

Johnny recebeu 61 milhões de dólares para reviver o Chapeleiro. Em novembro de 2016 foi anunciada uma pequena aparição de Johnny Depp no primeiro filme da franquia Fantastic Beasts and Where to Find Them na pele do personagem Gerardo Grindelwald. Filme este que um spin-off da franquia Harry Potter, baseado no livro de mesmo nome escrito por J. K. Rowling, que também trabalhou no roteiro da película. O diretor, David Yates, confirmou a presença de Depp no elenco principal dos próximos quatro filmes da série. O último lançamento de Depp em 2018 foi Animais Fantásticos: Os Crimes de Grindelwald, no qual ele reprisou seu papel como Grindelwald. O elenco de Depp recebeu críticas dos fãs da série devido às acusações de violência doméstica contra ele.

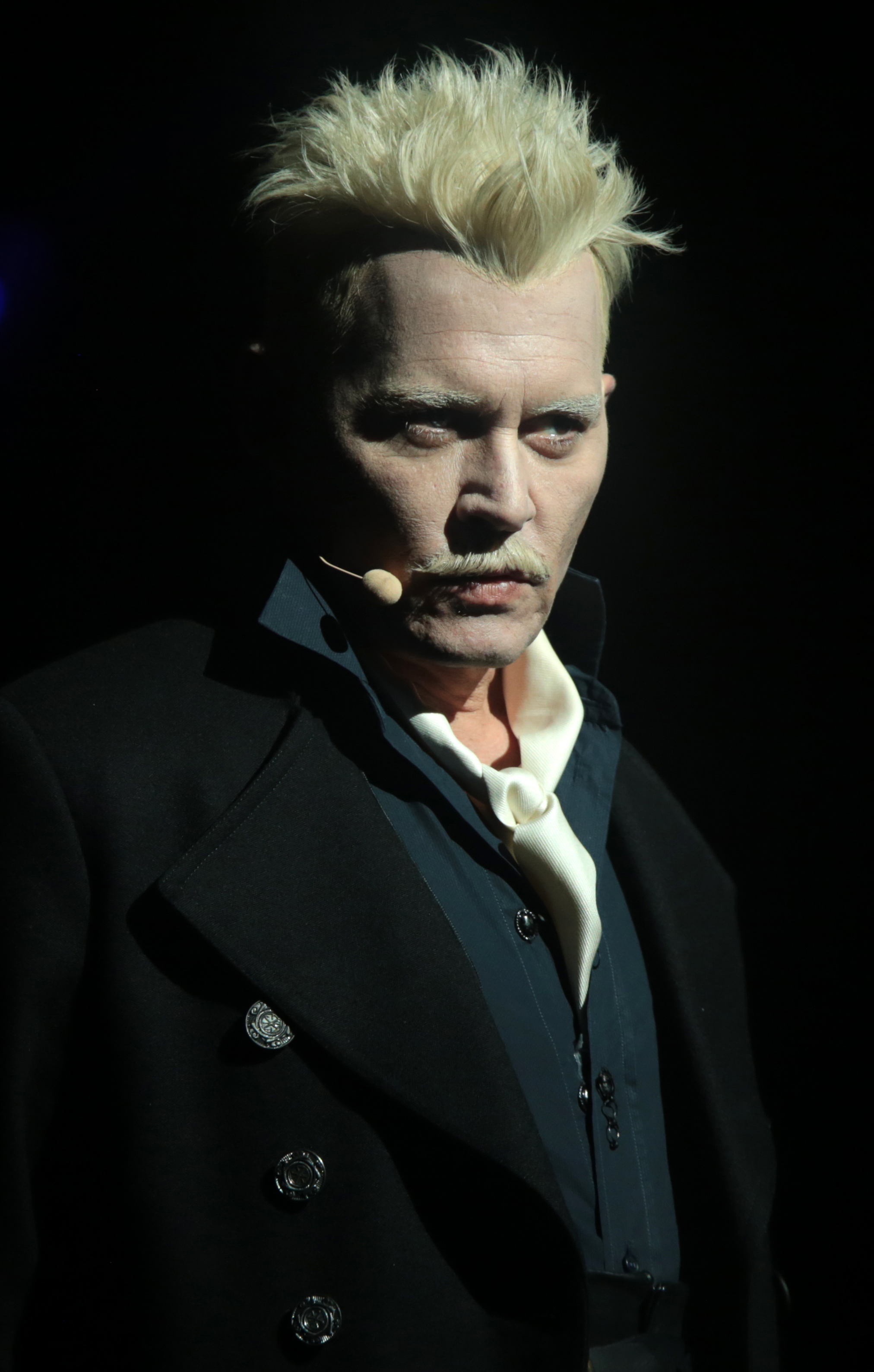
Depp como Grindelwald na Comic-Con de 2018.

Depp também experimentou outros contratempos na carreira nessa época, já que a Disney confirmou que não o escalaria para novas parcelas de Piratas e foi relatado que ele não estaria mais ligado à franquia Dark Universe da Universal. Os próximos filmes de Depp foram os dramas independentes Waiting for the Barbarians (2019), baseado em romance de J.M. Coetzee, e Minamata (2020), no qual interpretou o fotógrafo W. Eugene Smith e que estreou no Festival Internacional de Cinema de Berlim 2020. Em novembro de 2020, Depp renunciou ao papel de Grindelwald na franquia Animais Fantásticos a pedido de sua produtora, Warner Bros., depois que ele perdeu seu processo por difamação no Reino Unido contra o The Sun, que o acusou de ser um agressor doméstico. Ele foi substituído por Mads Mikkelsen. Logo depois, o The Hollywood Reporter chamou Depp de "persona non-grata" na indústria cinematográfica.

### 2021–presente: Vários prêmios de cinema europeus e projetos futuros
Em março de 2021, City of Lies, originalmente previsto para 2018, foi lançado nos cinemas e serviços de streaming. No mesmo mês, uma petição online para trazer Depp de volta à franquia Pirates, iniciada quatro meses antes, atingiu sua meta de 500 000 assinaturas. Sua co-estrela de Piratas do Caribe, Kevin McNally, também expressou apoio ao retorno de Depp ao papel. Em julho de 2021, Andrew Levitas, diretor de Minamata (2020), acusou a MGM de tentar enterrar o filme devido ao envolvimento de Johnny. Com Depp alegando que está sendo boicotado pela indústria de Hollywood e chamando sua mudança de reputação de "absurdo da matemática da mídia". Minamata foi lançado no Reino Unido e na Irlanda em agosto de 2021 e na América do Norte em dezembro de 2021. O filme recebeu críticas positivas, com várias publicações elogiando a atuação de Depp como sua melhor em anos.
Depp recebeu vários prêmios honorários em vários festivais de cinema europeus, incluindo o festival Camerimage na Polônia, o Karlovy Vary International Film Festival na República Tcheca, e o Festival Internacional de Cinema de San Sebastián, na Espanha, onde Depp recebeu o Prêmio Donostia. Esses prêmios foram controversos, com várias instituições de caridade contra violência doméstica criticando os festivais. Os organizadores das cerimônias divulgaram declarações defendendo sua decisão de premiar Depp, com o San Sebastian Film Festival afirmando que "ele não foi acusado por nenhuma autoridade em nenhuma jurisdição, nem condenado por qualquer forma de violência contra as mulheres".
Em setembro de 2021, Depp se descreveu como vítima da cultura do cancelamento No mesmo mês, ele lançou a IN.2, empresa irmã de sua produtora, Infinitum Nihil, com sede em Londres, e anunciou que a IN.2 e a produtora espanhola A Contracorriente Films estavam iniciando um novo fundo de desenvolvimento para projetos de TV e cinema. Em 15 de fevereiro de 2022, Depp recebeu a Medalha de Mérito de Ouro da Sérvia do presidente Aleksandar Vučić por "méritos notáveis em atividades públicas e culturais, especialmente no campo da arte cinematográfica e na promoção da República da Sérvia no mundo". Minamata e a série animada Puffins foram filmadas no país.
Em maio de 2022, Depp foi escalado como o rei Luís XV no filme de época do ator e diretor francês Maïwenn, Jeanne du Barry, que deve começar a ser filmado no verão. Jeanne du Barry contará a história de Madame du Barry, uma costureira empobrecida que sobe na hierarquia da corte de Luís XV para se tornar sua amante oficial. A Netflix cofinanciará e transmitirá o drama do período francês. Este será o primeiro filme de Depp onde ele atua em francês. Em agosto de 2022, Depp deve dirigir Modigliani, um filme sobre Amedeo Modigliani, que ele co-produzirá ao lado de Al Pacino e Barry Navidi. O filme é baseado em uma peça de Dennis McIntyre, que foi previamente adaptada para o filme de mesmo nome de 2004, com roteiro de Jerzy e Mary Kromolowski.As filmagens principais começaram em 2023.

## Outras venturas
Em 2004, Depp fundou a produtora de filmes Infinitum Nihil para desenvolver projetos nos quais atuará como ator ou produtor. Ele atua como CEO, enquanto sua irmã, Christi Dembrowski, atua como presidente. Os dois primeiros lançamentos de filmes da empresa foram The Rum Diary (2011) e Hugo (2011). Depp foi coproprietário da boate The Viper Room em Los Angeles de 1993 a 2003, e também foi sócio proprietário do bar-restaurante Man Ray em Paris por um curto período de tempo. Depp e Douglas Brinkley editaram o romance House of Earth, do cantor folk Woody Guthrie. que foi publicado em 2013.

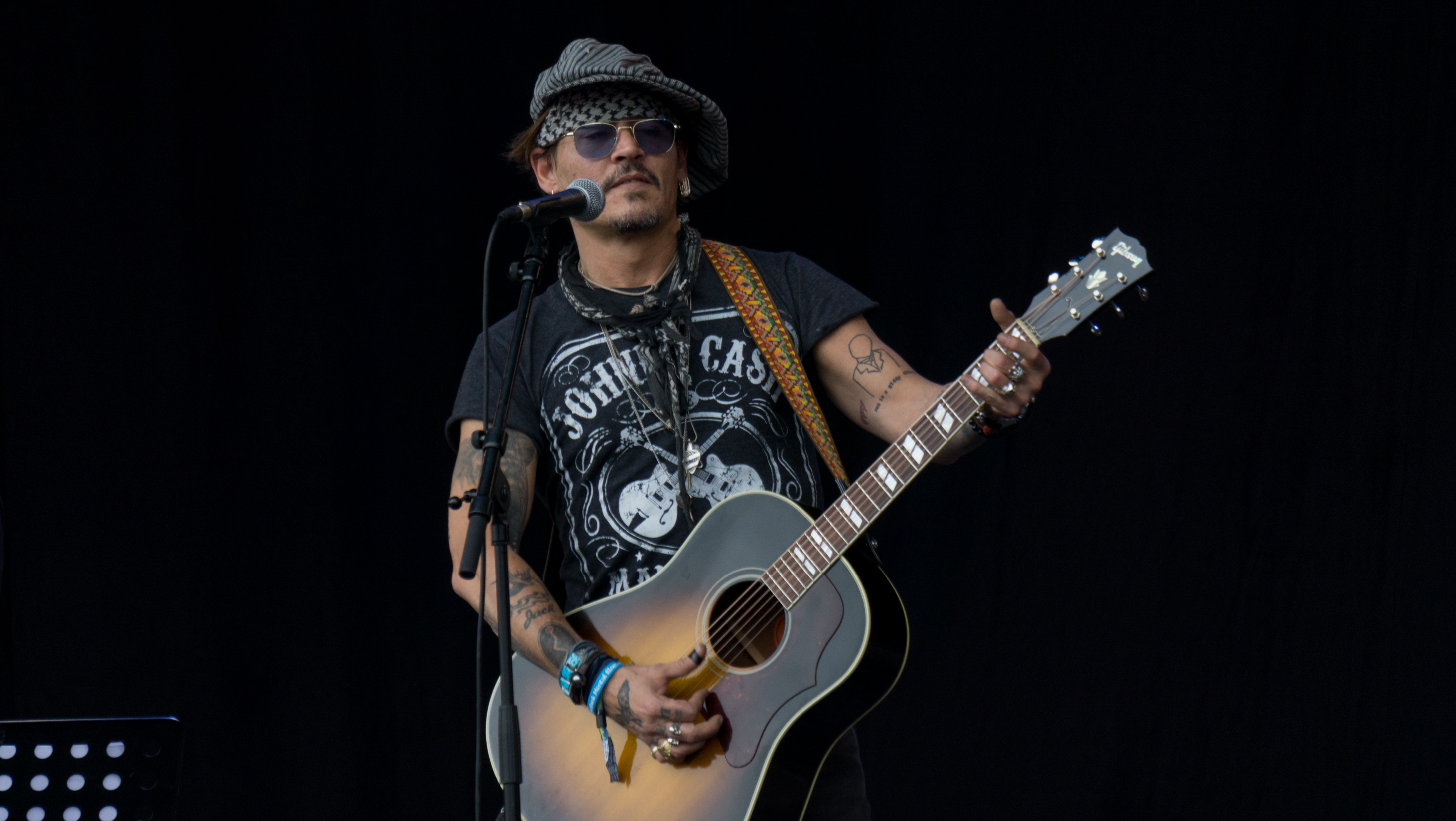
Depp no festival de música Glastonbury em 2017

### Música
Antes de sua carreira de ator, Depp foi guitarrista e mais tarde participou de canções de Oasis, Shane MacGowan, Iggy Pop, Vanessa Paradis, Aerosmith, Marilyn Manson e The New Basement Tapes, entre outros. Ele também se apresentou com Manson no Revolver Golden Gods Awards em 2012. Depp tocou guitarra na trilha sonora de seus filmes Chocolat e Once Upon a Time in Mexico, e apareceu em videoclipes de Tom Petty and the Heartbreakers, The Lemonheads, Avril Lavigne e Paul McCartney. Na década de 1990, ele também foi membro do P, um grupo musical com o vocalista do Butthole Surfers, Gibby Haynes, o baixista do Red Hot Chili Peppers, Flea, e o guitarrista do Sex Pistols, Steve Jones.
Em 2015, Depp formou o supergrupo Hollywood Vampires com Alice Cooper e Joe Perry; a banda também inclui Bruce Witkin, seu amigo de sua banda dos anos 1980, The Kids. Hollywood Vampires lançou seu primeiro álbum de estúdio autointitulado em setembro de 2015. Apresentava onze covers de rock clássico, bem como três canções originais (todas co-escritas por Depp). A banda fez sua estreia ao vivo no The Roxy em Los Angeles em setembro de 2015, e desde então fez duas turnês mundiais em 2016. Seu segundo álbum de estúdio, Rise, foi lançado em junho de 2019 e consiste principalmente em material original, incluindo canções escritas por Depp. O álbum também traz uma versão cover de "Heroes" de David Bowie, cantada por Depp. Em 2020, Depp lançou um cover de "Isolation" de John Lennon com o guitarrista Jeff Beck, e afirmou que lançariam mais músicas juntos no futuro. A partir de maio de 2022, Depp se juntou a Beck no palco para uma série de shows no Reino Unido, onde Beck anunciou que haviam gravado um álbum juntos.
Seu álbum conjunto, intitulado 18, foi lançado em 15 de julho de 2022. Depp também acompanhou Beck em sua turnê europeia, que começou em junho.

### Arte
Em julho de 2022, as obras de arte feitas por Depp esgotaram em menos de um dia desde que estrearam na galeria Castle Fine Art, varejista de arte, em Covent Garden, em Londres. A casa de arte hospedou sua coleção "Friends & Heroes", que foi descrita como pinturas de pessoas "que o inspiraram como pessoa". Entre as obras, nomes como os atores Al Pacino e Elizabeth Taylor e os músicos Bob Dylan e Keith Richards. Depp arrecadou quase US$ 4 milhões e vendeu 780 cópias nas 37 galerias da casa de arte. Antes da venda, Depp expressou seu desejo de exibir sua arte publicamente e afirmou: "Sempre usei a arte para expressar meus sentimentos e refletir sobre aqueles que mais importam para mim, como minha família, amigos e pessoas que admiro." Ele acrescentou: "Minhas pinturas cercam minha vida, mas eu as guardei para mim e me limitei. Ninguém deveria se limitar". Todas as 780 peças foram vendidas em poucas horas, com imagens individuais emolduradas por £ 3 950 e o portfólio completo de quatro imagens sendo vendidas por £ 14 950. “Este lançamento mundial provou ser nossa coleção de venda mais rápida até o momento, com todos os títulos esgotados em apenas algumas horas”, anunciou a galeria no Instagram. Falando em nome dos editores de belas artes, Washington Green Glyn Washington descreveu Depp como um "verdadeiro criativo, com um olho extraordinário para detalhes e nuances".

## Vida pessoal

### Relacionamentos
Os romances com as atrizes Sherilyn Fenn, Jennifer Grey e Shaienny Lorrana vieram depois do divórcio da primeira mulher em 1986 e pouco duraram. Com Winona Ryder, com quem noivou, a coisa foi mais concreta, chegando a tatuar "Winona Forever" no seu braço. Depois do fim do namoro, Depp mudou a tatuagem para "Wino Forever" (bêbado para sempre). Depois veio Kate Moss, com quem teve várias idas e voltas. Viveu de 1998 a 2012 com Vanessa Paradis, que é mãe dos seus dois filhos: Lily-Rose Melody, nascida em maio de 1999 e Jack, nascido em abril de 2002, cujos nomes são em homenagem aos dois personagens principais do filme de 1985 de Ridley Scott, Legend, com Tom Cruise e Mia Sara nos papéis de Jack e Lily. Depp conheceu Vanessa quando filmava O Último Portal. Ele a viu num bar e pediu que um amigo a convidasse para se juntar a eles. Mesmo não sendo casados no papel, Depp e Paradis se consideravam marido e mulher desde o dia em que começaram a morar juntos, porém se separam em junho de 2012.
Depp subsequentemente começou a namorar a atriz e modelo Amber Heard, que ele havia conhecido no set de filmagens de The Rum Diary, em 2011. Eles casaram-se em Los Angeles numa cerimônia civil privada, em fevereiro de 2015. Heard pediu divórcio de Depp em 23 de maio de 2016, conseguindo uma ordem de restrição temporária contra ele, afirmando na corte que Depp tinha sido "abusivo mental e fisicamente" durante o relacionamento dos dois. Em resposta, os advogados de Johnny Depp afirmavam que Heard só estava atrás de "uma resolução financeira" em cima da suposta alegação de violência doméstica. Heard testemunhou os abusos na corte, sob juramente, durante um depoimento. As evidências do suposto abuso foram apresentadas à corte e divulgadas na imprensa. Um acordo entre as partes foi firmado em 16 de agosto de 2016, com o divórcio sendo finalizado em janeiro de 2017. Heard retirou a ordem restritiva e os dois emitiram uma nota conjunta onde afirmaram que "o relacionamento era intensamente apaixonado e às vezes volátil, mas sempre unido por amor. Nenhuma das partes fez acusações falsas para obter ganhos financeiros. Nunca houve qualquer intenção de dano físico ou emocional". Depp pagou a Heard cerca de US$ 7 milhões de dólares no acordo, com ela prometendo todo o dinheiro para a caridade. Entretanto, foi provado no tribunal de Virgínia que a atriz não havia doado o dinheiro como prometido.
Em 2019, Depp processou Heard em US$ 50 milhões por difamação após um artigo que ela escreveu no The Washington Post em dezembro de 2018, onde segundo ele, mesmo depois do acordo no tribunal, ela teria afirmado ter sido sim vítima de abuso doméstico e que Johnny Depp havia de fato sido violento com ela, apesar do nome de Depp não ter sido mencionado no artigo. Heard pediu para um juiz dispensar o processo e disse que o caso deveria ser julgado numa corte na Califórnia (o ator havia aberto o processo na Virgínia), onde os incidentes teriam acontecido e onde a maioria das testemunhas residiam. Como parte do processo, Depp apresentou documentos  e áudios aonde Amber Heard assumia começar  as agressões e reclamava que Johnny Depp sempre fugia das brigas.Johnny Depp  provou que foi Heard que tinha sido fisicamente abusiva com ele. Em 1 de junho de 2022, o júri considerou que Amber Heard difamou Johnny Depp com malícia  real e que deveria pagar 15 milhões de dólares a Depp, enquanto ele deveria pagar 2 milhões a Heard por um comentário feito por seu advogado Adam Waldman que os amigos de Heard montaram a bagunça no apartamento para incriminar Depp.
Desde 2015, Johnny é o rosto da fragrância "Sauvage" da grife francesa Dior.

### Uso de álcool e drogas
De acordo com Amber Heard, sua ex-esposa, Depp "mergulhou nas profundezas da paranoia e da violência depois do abuso de drogas e álcool" durante o relacionamento que mantiveram entre 2013 e 2016. Em 2018, Depp concedeu uma entrevista à Rolling Stone, e o jornalista Stephen Rodrick relatou que Depp fumou haxixe em sua presença, descrevendo-o como em um estado "alternadamente hilário, sagaz e incoerente". Depp também disse que as alegações dos seus ex-assessores de que ele gastava trinta mil dólares por mês em vinho é "um insulto", pois afirma ter gastado "muito mais" que isso. Durante seu julgamento por difamação em 2020, Depp admitiu ter sido viciado em oxicodona e álcool, além de ter usado com frequência outras substâncias, como MDMA, Adderall e cocaína durante seu relacionamento com Heard. Durante a audiência do processo de difamação de Depp e Amber Heard em 19 de maio de 2022, Ellen Barkin, a ex-namorada do ator, disse em um depoimento em vídeo, gravado em novembro de 2019, que o ator estava sempre bêbado e "arremessou uma garrafa de vinho contra ela..".

## Filmografia

### Cinema
| Ano  | Título                                                 | Personagem                             | Notas                                                           |        |
| ---- | ------------------------------------------------------ | -------------------------------------- | --------------------------------------------------------------- | ------ |
| 1984 | A Hora do Pesadelo                                     | Glen Lantz                             |                                                                 |        |
| 1985 | Férias do Barulho                                      | Jack Marshall                          |                                                                 |        |
| 1986 | Platoon                                                | Gator Lerner                           |                                                                 |        |
| 1986 | Queimando-se Lentamente                                | Donnie Fleischer                       | Telefilme                                                       |        |
| 1990 | Edward Mãos de Tesouras                                | Edward                                 | Primeira parceria com Tim Burton                                |        |
| 1990 | Cry-Baby                                               | Wade "Cry-Baby" Walker                 |                                                                 |        |
| 1991 | Pesadelo Final: A Morte de Freddy                      | Glen na TV                             |                                                                 |        |
| 1993 | Gilbert Grape - Aprendiz de Sonhador                   | Gilbert Grape                          |                                                                 |        |
| 1993 | Benny & Joon - Corações em Conflito                    | Sam                                    |                                                                 |        |
| 1993 | Um Sonho Americano                                     | Axel Blackmar                          |                                                                 |        |
| 1994 | Ed Wood                                                | Ed Wood                                | Parceria com Tim Burton                                         |        |
| 1995 | Tempo Esgotado                                         | Gene Watson                            |                                                                 |        |
| 1995 | Dead Man                                               | William Blake                          |                                                                 |        |
| 1995 | Don Juan DeMarco                                       | Don Juan                               |                                                                 |        |
| 1996 | Cannes Man                                             | Ele mesmo                              |                                                                 |        |
| 1997 | O Bravo                                                | Raphael                                | Dirigido e roteirizado por Depp.                                |        |
| 1997 | Donnie Brasco                                          | Joe Pistone / Donnie Brasco            |                                                                 |        |
| 1998 | Absolutamente Los Angeles                              | Ele mesmo / William Blake              |                                                                 |        |
| 1998 | Medo e Delírio                                         | Raoul Duke                             |                                                                 |        |
| 1999 | A Lenda do Cavaleiro sem Cabeça                        | Ichabod Crane                          | Parceria com Tim Burton                                         |        |
| 1999 | Enigma do Espaço                                       | Spencer Armacost                       |                                                                 |        |
| 1999 | A Fonte                                                | Jack Kerouac                           | Documentário                                                    |        |
| 1999 | O Último Portal                                        | Dean Corso                             |                                                                 |        |
| 2000 | Chocolate                                              | Roux                                   |                                                                 |        |
| 2000 | Antes do Anoitecer                                     | Bon Bon / Tenente Victor               |                                                                 |        |
| 2000 | Porque Choram os Homens                                | Cesar                                  |                                                                 |        |
| 2001 | Profissão de Risco                                     | George Jung                            |                                                                 |        |
| 2001 | Do Inferno                                             | Inspetor Frederick Abberline           | Baseado na graphic novel de Alan Moore e Eddie Campbell         |        |
| 2002 | Perdido em Lá Mancha                                   | Ele mesmo                              | Documentário                                                    |        |
| 2003 | Pirates of the Caribbean: The Curse of the Black Pearl | Capitão Jack Sparrow                   |                                                                 |        |
| 2003 | Era uma vez no México                                  | Sheldon Jeffrey Sands                  |                                                                 |        |
| 2004 | O Libertino                                            | John Wilmot                            |                                                                 |        |
| 2004 | Viveram Felizes para Sempre                            | L'inconnu                              |                                                                 |        |
| 2004 | Secret Window                                          | Mort Rainey                            | Adaptado do livro Secret Window, Secret Garden, de Stephen King |        |
| 2004 | Em Busca da Terra do Nunca                             | Sir James Matthew Barrie               |                                                                 |        |
| 2005 | A Noiva Cadáver                                        | Victor Van Dort                        | (Voz) Parceria com Tim Burton                                   |        |
| 2005 | Charlie and the Chocolate Factory                      | Willy Wonka                            | Parceria com Tim Burton                                         |        |
| 2006 | Pirates of the Caribbean: Dead Man's Chest             | Capitão Jack Sparrow                   |                                                                 |        |
| 2006 | A Alma Cigana                                          | Ele mesmo                              | Documentário                                                    |        |
| 2007 | Pirates of the Caribbean: At World's End               | Capitão Jack Sparrow                   |                                                                 |        |
| 2007 | Sweeney Todd: O Barbeiro Demoníaco da Rua Fleet        | Sweeney Todd                           | Parceria com Tim Burton                                         |        |
| 2008 | Gonzo: Um Delírio Americano                            | Narrador                               | Documentário                                                    |        |
| 2009 | When You're Strange                                    | Narrador                               | Documentário                                                    |        |
| 2009 | Bob Esponja e a onda gigante                           | Jack Kahuna Laguna                     | Voz                                                             |        |
| 2009 | Inimigos Públicos                                      | John Dillinger                         |                                                                 |        |
| 2009 | O Imaginário do Dr. Parnassus                          | Anthony "Tony" Shepherd (Imaginário 1) | Participação especial                                           |        |
| 2009 | Fundo do Mar 3D                                        | Narrador                               | Documentário                                                    |        |
| 2010 | Alice no País das Maravilhas                           | Chapeleiro Maluco                      | Parceria com Tim Burton                                         |        |
| 2010 | O Turista                                              | Frank Tupelo                           |                                                                 |        |
| 2011 | Rango                                                  | Rango                                  | Voz                                                             |        |
| 2011 | Pirates of the Caribbean: On Stranger Tides            | Capitão Jack Sparrow                   |                                                                 |        |
| 2011 | O Diário de um Jornalista Bêbado                       | Paul Kemp                              |                                                                 |        |
| 2011 | Cada um tem a Gêmea que Merece                         | Ele mesmo                              | Participação especial                                           |        |
| 2012 | Sombras da Noite                                       | Barnabas Collins                       | Parceria com Tim Burton                                         |        |
| 2012 | Anjos da Lei                                           | Tom Hanson                             | Participação especial                                           |        |
| 2013 | O Cavaleiro Solitário                                  | Tonto                                  |                                                                 |        |
| 2013 | Lucky Them                                             | Matthew Smith                          | Participação especial                                           |        |
| 2014 | Transcendence                                          | Dr. Will Caster                        |                                                                 |        |
| 2014 | Tusk                                                   | Guy Lapointe                           |                                                                 |        |
| 2014 | Caminhos da Floresta                                   | Lobo                                   |                                                                 |        |
| 2015 | Mortdecai - A Arte da Trapaça                          | Charles Mortdecai                      |                                                                 |        |
| 2015 | Aliança do Crime                                       | Whitey Bulger                          |                                                                 |        |
| 2015 | Yoga Hosers                                            | Guy Lapointe                           |                                                                 |        |
| 2016 | Alice Através Do Espelho                               | Chapeleiro Maluco                      |                                                                 |        |
| 2016 | Fantastic Beasts and Where to Find Them                | Gellert Grindelwald                    |                                                                 |        |
| 2017 | Pirates of the Caribbean: Dead Men Tell No Tales       | Capitão Jack Sparrow                   |                                                                 |        |
| 2017 | Assassinato no Expresso do Oriente                     | Edward Ratchett                        |                                                                 |        |
| 2018 | LAbyrinth                                              | Russell Poole                          |                                                                 |        |
| 2018 | Fantastic Beasts: The Crimes of Grindelwald            | Gellert Grindelwald                    |                                                                 |        |
| 2018 | Sherlock Gnomes e o Mistério do Jardim                 | Sherlock Gnomes                        | Voz                                                             |        |
| 2018 | London Fields                                          | Chick Purchase                         |                                                                 |        |
| 2019 | Richard Says Goodbye                                   | Richard Brown                          |                                                                 |        |
| 2019 | A Espera Dos Bárbaros                                  | Coronel Joll                           |                                                                 |        |
| 2020 | Minamata                                               | W. Eugene Smith                        |                                                                 |        |
| 2023 | Jeanne du Barry                                        | Luís XV de França                      |                                                                 | [ 87 ] |

### Televisão
| Ano       | Título         | Papel      |
| --------- | -------------- | ---------- |
| 1987-1990 | 21 Jump Street | Tom Hanson |

## Discografia

### Trilhas sonoras
| Ano  | Álbum                                                                         | Música |
| ---- | ----------------------------------------------------------------------------- | --- |
| 2001 | Chocolat - Original Motion Picture Soundtrack                                 | "Minor Swing" feat. Rachel Portman                                                                                 |
| 2001 | Chocolat - Original Motion Picture Soundtrack                                 | "Caravan (Instrumental)" feat. Rachel Portman                                                                      |
| 2002 | Arizona Dream (Original Motion Picture Soundtrack)                            | "American Dreamers Old Home Movie" feat. Goran Bregović                                                            |
| 2003 | Once Upon a Time in Mexico (Original Motion Picture Soundtrack)               | "Sands Theme" como Tonto's Giant Nuts                                                                              |
| 2007 | Sweeney Todd, The Demon Barber Of Fleet Street: The Motion Picture Soundtrack | "No Place Like London" feat. Jamie Campbell Bower                                                                  |
| 2007 | Sweeney Todd, The Demon Barber Of Fleet Street: The Motion Picture Soundtrack | "Poor Thing" feat. Helena Bonham Carter                                                                            |
| 2007 | Sweeney Todd, The Demon Barber Of Fleet Street: The Motion Picture Soundtrack | "My Friends" feat. Helena Bonham Carter                                                                            |
| 2007 | Sweeney Todd, The Demon Barber Of Fleet Street: The Motion Picture Soundtrack | "Pirelli's Miracle Elixir" feat. Edwards Sanders & Helena Bonham Carter                                            |
| 2007 | Sweeney Todd, The Demon Barber Of Fleet Street: The Motion Picture Soundtrack | "The Contest" feat. Sacha Baron Cohen & Tomothy Spall                                                              |
| 2007 | Sweeney Todd, The Demon Barber Of Fleet Street: The Motion Picture Soundtrack | "Wait" feat. Helena Bonham Carter                                                                                  |
| 2007 | Sweeney Todd, The Demon Barber Of Fleet Street: The Motion Picture Soundtrack | "Pretty Women" feat. Alan Rickman                                                                                  |
| 2007 | Sweeney Todd, The Demon Barber Of Fleet Street: The Motion Picture Soundtrack | "Epiphany" feat. Helena Bonham Carter & Jamie Campbell Bower                                                       |
| 2007 | Sweeney Todd, The Demon Barber Of Fleet Street: The Motion Picture Soundtrack | "A Little Priest" feat. Helena Bonham Carter                                                                       |
| 2007 | Sweeney Todd, The Demon Barber Of Fleet Street: The Motion Picture Soundtrack | "Johanna" feat. Jamie Campbell Bower & Laura Michelle Kelly                                                        |
| 2007 | Sweeney Todd, The Demon Barber Of Fleet Street: The Motion Picture Soundtrack | "By The Sea" feat. Helena Bonham Carter                                                                            |
| 2007 | Sweeney Todd, The Demon Barber Of Fleet Street: The Motion Picture Soundtrack | "Final Scene" feat. Helena Bonham Carter, Jamie Campbell Bower, Jayne Wisener, Laura Michelle Kelly & Alan Rickman |
| 2008 | The Rum Diary (Original Motion Picture Soundtrack)                            | "The Mermaid Song (Instrumental)"                                                                                  |
| 2008 | The Rum Diary (Original Motion Picture Soundtrack)                            | "Kemp In the Village" feat. JJ Holiday                                                                             |
| 2012 | Dark Shadows: Original Motion Picture Soundtrack                              | "The Joker" |
| 2013 | West of Memphis: Voices For Justice (Soundtrack)                              | "Little Lion Man" como Tonto's Giant Nuts (feat. Bruce Witkin), (Cover de Mumford & Sons)                          |
| 2013 | West of Memphis: Voices For Justice (Soundtrack)                              | "Damien Echols Death Row Letter, Year 16 1/2" feat. Nick Cave & Warren Ellis Score                                 |

### Participações
| Ano  | Álbum                         | Artista                      | Música                                                                     | Nota                                                  |
| ---- | ----------------------------- | ---------------------------- | -------------------------------------------------------------------------- | ----------------------------------------------------- |
| 1995 | The Snake                     | Shane MacGowan And The Popes | diversas                                                                   | Guitarra, Intérprete (barulhos estranhos de guitarra) |
| 1995 | P                             | P                            | diversas                                                                   | Guitarra e Baixo                                      |
| 1997 | Be Here Now                   | Oasis                        | "Fade In-Out"                                                              | Slide guitar                                          |
| 1998 | Don't Go Away (single)        | Oasis                        | "Fade Away (Warchild Version)" feat. Lisa Moorish                          | Guitarra                                              |
| 2010 | I Put A Spell On You (single) | Shane MacGowan & Friends     | "I Put A Spell On You"                                                     | Guitarra                                              |
| 2010 | Ex-Maniac                     | Babybird                     | "Unloveable" feat. Adam Marcello                                           | Guitarra                                              |
| 2012 | Born Villain                  | Marilyn Manson               | "You're So Vain" feat. Bruce Witkin & Jason Sutter, (Cover de Carly Simon) | Guitarra, Bateria e Produção                          |
| 2012 | Banga                         | Patti Smith                  | "Banga"                                                                    | Guitarra e Bateria                                    |

### Compilações
| Ano  | Álbum                                                       | Música                                                       |
| ---- | ----------------------------------------------------------- | ------------------------------------------------------------ |
| 1995 | Help                                                        | "Fade Away" feat. Oasis & Friends Inc.                       |
| 1997 | Kerouac - Kicks Joy Darkness                                | "Madroad Driving..." feat. Come                              |
| 2011 | Hollywood Goes Wild!                                        | "Hollywood Affair" feat. Iggy Pop                            |
| 2012 | Son Of Rogues Gallery: Pirate Ballads, Sea Songs & Chanteys | "Leaving of Liverpool" feat. Shane MacGowan & Gore Verbinski |
| 2012 | Son Of Rogues Gallery: Pirate Ballads, Sea Songs & Chanteys | "The Mermaid" feat. Patti Smith                              |

## Prêmios e indicações
Oscar (EUA)
- Indicado na categoria de Melhor Ator, por Piratas do Caribe: The Curse of the Black Pearl, em 2003
- Indicado na categoria de Melhor Ator, por Finding Neverland, em 2004
- Indicado na categoria de Melhor Ator, por Sweeney Todd: The Demon Barber of Fleet Street, em 2008

Globo de Ouro (EUA)
- Indicado na categoria de Melhor Ator de Comédia/Musical, por Alice in Wonderland, em 2011
- Indicado na categoria de Melhor Ator Comédia/Musical, por The Tourist, em 2011
- Venceu na categoria de Melhor Ator de Comédia/Musical, por Sweeney Todd: The Demon Barber of Fleet Street, em 2008
- Indicado na categoria de Melhor ator de Comédia/Musical, por Pirates of the Caribbean: Dead Man's Chest, em 2007
- Indicado na categoria de Melhor ator de Comédia/Musical, por A Fantástica Fábrica de Chocolate, em 2006
- Indicado na categoria de Melhor Ator de Drama, por Finding Neverland, em 2005
- Indicado na categoria de Melhor Ator de Comédia/Musical, por Pirates of the Caribbean: The Curse of the Black Pearl, em 2004
- Indicado na categoria de Melhor Ator de Comédia/Musical, por Ed Wood, em 1995
- Indicado na categoria de Melhor Ator de Comédia/Musical, por Benny & Joon, em 1994
- Indicado na categoria de Melhor Ator de Comédia/Musical, por Edward Scissorhands, em 1991

BAFTA (Reino Unido)
- Indicado na categoria de Melhor Ator, por Finding Neverland, em 2005
- Indicado na categoria de Melhor Ator, por Pirates of the Caribbean: The Curse of the Black Pearl, 2004

Screen Actors Guild Awards (EUA)
- Indicado na categoria de Melhor Ator, por Black Mass, em 2016
- Indicado na categoria de Melhor Ator, por Finding Neverland, em 2005
- Venceu na categoria de Melhor Ator, por Pirates of the Caribbean: The Curse of the Black Pearl, em 2004
- Indicado na categoria de Melhor Elenco, por Chocolate, em 2001

MTV Movie Awards (EUA)
- Venceu na categoria de Melhor Vilão, por Sweeney Todd: The Demon Barber of Fleet Street, em 2008
- Venceu na categoria de melhor Performance Cômica, por Pirates of the Caribbean: At World's End, em 2008
- Venceu na categoria de Melhor Performance, por Pirates of the Caribbean: Dead Man's Chest, em 2007
- Venceu na categoria de Melhor Ator, por Pirates of the Caribbean: The Curse of the Black Pearl, 2004
- Indicado na categoria de Melhor Comediante, por Pirates of the Caribbean: The Curse of the Black Pearl, em 2004
- Venceu na categoria de Melhor Comediante, por Benny & Joon, em 1994
- Indicado na categoria de Melhor Dupla, por Benny & Joon, em 1994
- Recebeu o prêmio MTV Generation 2012[88]

Festival de Cannes (França)
- Recebeu uma indicação à Palma de Ouro no Festival de Cannes, por The Brave, em 1997

Prêmio César (França)
- Ganhou em 1999 um prêmio honorário.

People's Choice Award (EUA)
- Venceu na categoria de Melhor Ator de Cinema, em 2005
- Indicado na categoria de Melhor Química na Tela (Kate Winslet), por Finding Neverland, em 2005
- Venceu na categoria de Melhor Ator de Cinema, em 2006
- Venceu na categoria de Melhor Ator de Cinema, por Pirates of the Caribbean: Dead Man's Chest, em 2007
- Venceu na categoria de Melhor Química na Tela (Keira Knightley), por Pirates of the Caribbean: Dead Man's Chest, em 2007
- Venceu na Categoria de Melhor Ator de Cinema, por Pirates of the Caribbean: At World's End, em 2008
- Venceu na categoria de Melhor Ator, por Public Enemies, em 2009
- Venceu na categoria de Melhor Ator da Década, em 2010
- Venceu na categoria de Melhor Ator de Cinema, em 2010
- Venceu na categoria de Melhor Ator de Cinema, por Alice in Wonderland, em 2011
- Venceu na categoria de Melhor Ator por Pirates of the Caribbean: On Stranger Tides, em 2012
- Venceu na categoria de Melhor Voz de Animação, por Rango, em 2012
- Indicado na categoria de Melhor Ator de Cinema, por Dark Shadows, em 2013
- Venceu na categoria de Melhor Ator de Cinema, em 2014
- Indicado na categoria de Melhor Ator de Cinema, em 2016
- Venceu na categoria de Melhor Ator de Drama, por Black Mass, em 2016[89]

Kids' Choice Awards (EUA)
- Venceu na categoria de Ator de Cinema Favorito, por Dark Shadows, em 2013
- Indicado na categoria de Ator de Cinema Favorito, por Pirates of the Caribbean: On Stranger Tides, em 2012
- Indicado na categoria de Voz de Animação Favorita, por Rango, em 2012
- Venceu na categoria de Ator de Cinema Favorito, por Alice in Wonderland, em 2011
- Venceu na categoria de Ator de Cinema Favorito, por Pirates of the Caribbean: At World's End, em 2008
- Indicado na categoria de Ator de Cinema Favorito, por Pirates of the Caribbean: Dead Man's Chest, em 2007
- Indicado na categoria de Ator de Cinema Favorito, por Charlie and the Chocolate Factory, em 2006
- Indicado na categoria de Voz de Animação Favorita, por Corpse Bride, em 2006

Satellite Awards (EUA)
- Indicado na categoria de Melhor Ator, por Black Mass, em 2015
- Venceu na categoria de Melhor Elenco, por Into the Woods, em 2014
- Indicado na categoria de Melhor Ator de Drama, por Public Enemies, em 2009
- Indicado na categoria de Melhor Ator de Drama, por Finding Neverland, em 2005
- Indicado na categoria de Melhor Ator de Comédia/Musical, por Pirates of the Caribbean: The Curse of the Black Pearl, em 2004
- Indicado na categoria de Melhor Ator de Comédia/Musical, por Once Upon a Time in Mexico, em 2004
- Indicado na categoria de Melhor Ator de Comédia/Musical, por Sleepy Hollow, em 2000

Broadcast Film Critics Association Awards (EUA)
- Indicado na categoria de Melhor Ator, por Black Mass, em 2016
- Indicado na categoria de Melhor Ator, por Sweeney Todd: The Demon Barber of Fleet Street, em 2008
- Indicado na categoria de Melhor Elenco, por Sweeney Todd: The Demon Barber of Fleet Street, em 2008
- Indicado na categoria de Melhor Ator, por Finding Neverland, em 2005
- Indicado na categoria de Melhor Ator, por Pirates of the Caribbean: The Curse of the Black Pearl, em 2004

Teen Choice Awards (EUA)
- Indicado na categoria de Melhor Química, por The Lone Ranger, em 2013
- Venceu na categoria de Melhor Ator de Ação, por The Tourist, em 2011
- Venceu na categoria de Melhor Voz de Animação, por Rango, em 2011
- Indicado na categoria de Melhor Ator de Fantasia, por Pirates of the Caribbean: On Stranger Tides, em 2011
- Indicado na categoria de Melhor Ator de Fantasia, por Alice in Wonderland, em 2010
- Indicado na categoria de Melhor Estrela de Cinema do Verão, por Public Enemies, em 2009
- Venceu na categoria de Melhor Vilão, por Sweeney Todd: The Demon Barber of Fleet Street, em 2008
- Venceu na categoria de Melhor Ator de Aventura, por Pirates of the Caribbean: At World's End, em 2007
- Venceu na categoria de Melhor Ator de Drama/Ação/Aventura, por Pirates of the Caribbean: Dead Man's Chest, em 2006
- Venceu na categoria de Melhor Ator de Comédia, por Charlie and the Chocolate Factory, em 2006
- Indicado na categoria de Melhor Ator de Drama, por Finding Neverland, em 2005
- Venceu na categoria de Melhor Filme Mentiroso, por Piratas do Caribe: The Curse of the Black Pearl, em 2004
- Venceu na categoria de Melhor Filme de Ação, por Piratas do Caribe: The Curse of the Black Pearl, em 2004

Jupiter Awards (Alemanha)
- Indicado na categoria de Melhor Ator Internacional, por Pirates of the Caribbean: On Stranger Tides, em 2012
- Venceu na categoria de Melhor Ator Internacional, por Pirates of the Caribbean: At World's End, em 2008
- Venceu na categoria de Melhor Ator Internacional, por Pirates of the Caribbean: Dead Man's Chest, em 2007
- Indicado na categoria de Melhor Ator Internacional, por Charlie and the Chocolate Factory, em 2006
- Indicado na categoria de Melhor Ator Internacional, por Finding Neverland, em 2005
- Venceu na categoria de Melhor Ator Internacional, por Pirates of the Caribbean: The Curse of the Black Pearl, em 2003
- Venceu na categoria de Melhor Ator Internacional, por Don Juan DeMarco, em 1995